# Netřeba
Netřeba je malá vesnice, část obce Úžice v okrese Mělník ve Středočeském kraji. Nachází se asi 3,5 kilometru východně od Úžic. Vesnicí protéká potok Černávka. Prochází tudy železniční trať Neratovice – Kralupy nad Vltavou a silnice II/522. Je zde evidováno 43 adres. Trvale zde žije 100 obyvatel.
Netřeba je také název katastrálního území o rozloze 3,81 km².

## Historie
První písemná zmínka o vesnici pochází z roku 1606.

## Obyvatelstvo
| Rok            | 1869 | 1880 | 1890 | 1900 | 1910 | 1921 | 1930 | 1950 | 1961 | 1970 | 1980 | 1991 | 2001 | 2011 | 2021 |
| -------------- | ---- | ---- | ---- | ---- | ---- | ---- | ---- | ---- | ---- | ---- | ---- | ---- | ---- | ---- | ---- |
| Počet obyvatel | 156  | 209  | 168  | 191  | 197  | 152  | 162  | 168  | 169  | 145  | 135  | 104  | 100  | 82   | 93   |
| Počet domů     | 11   | 13   | 14   | 18   | 19   | 19   | 31   | 38   | 64   | 37   | 34   | 36   | 38   | 37   | 36   |

## Obecní správa
Při sčítání lidu v letech 1850–1979 byla Netřeba samostatnou obcí, nejprve v okrese Mělník, v roce 1950 v okrese Kralupy nad Vltavou a od roku 1960 opět v okrese Mělník. Od 1. ledna 1980 je částí obce Úžice v okrese Mělník. V letech 1850–1909 k Netřebě patřil Újezdec a v letech 1850–1949 a od 1. července 1960 do 31. prosince 1979 také Kopeč.

## Pamětihodnosti
- Přírodní památka Netřebská slaniska – lokalita s výskytem slanomilných rostlin

## Galerie

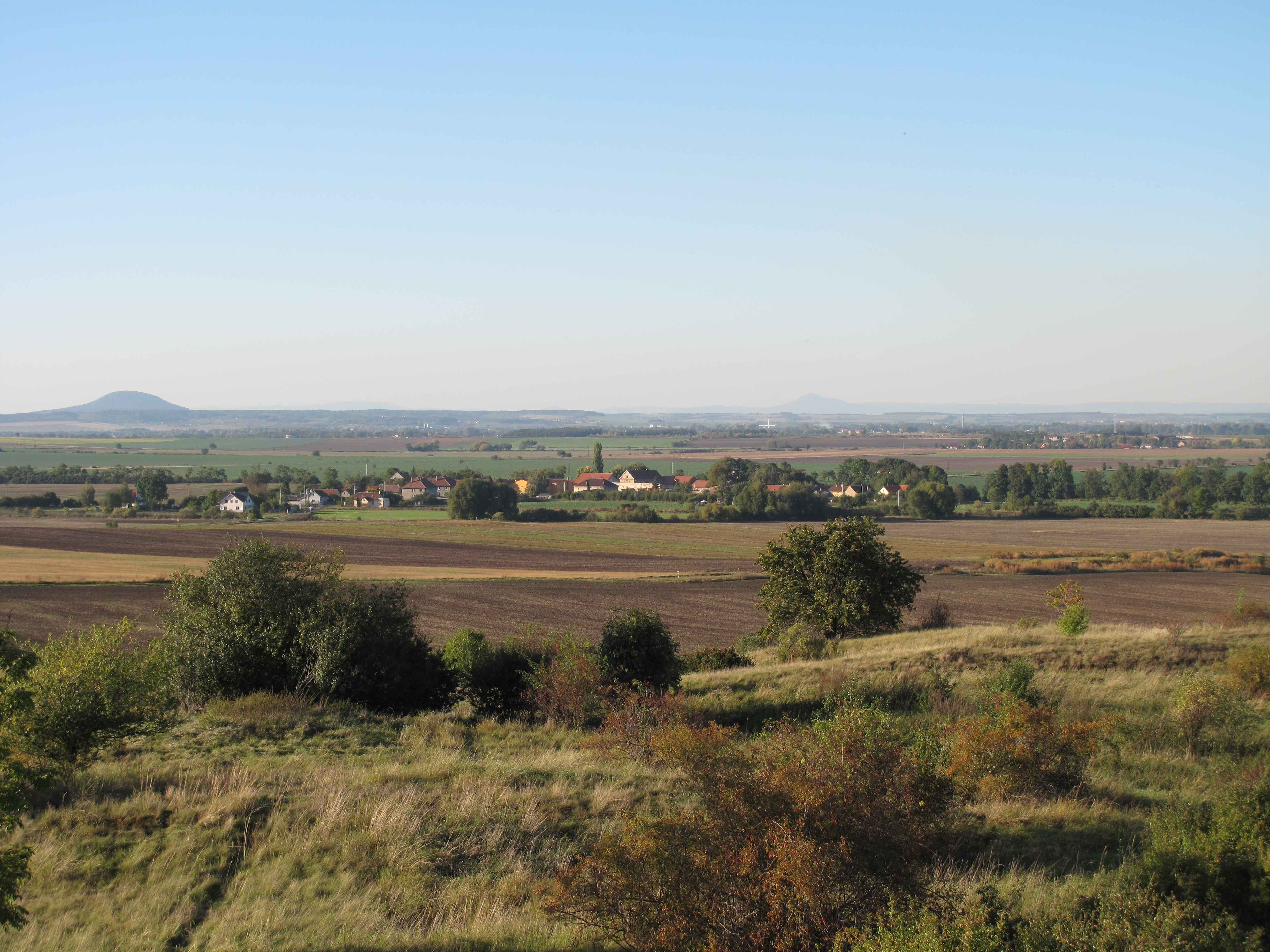
Pohled k Netřebě z PR Kopeč
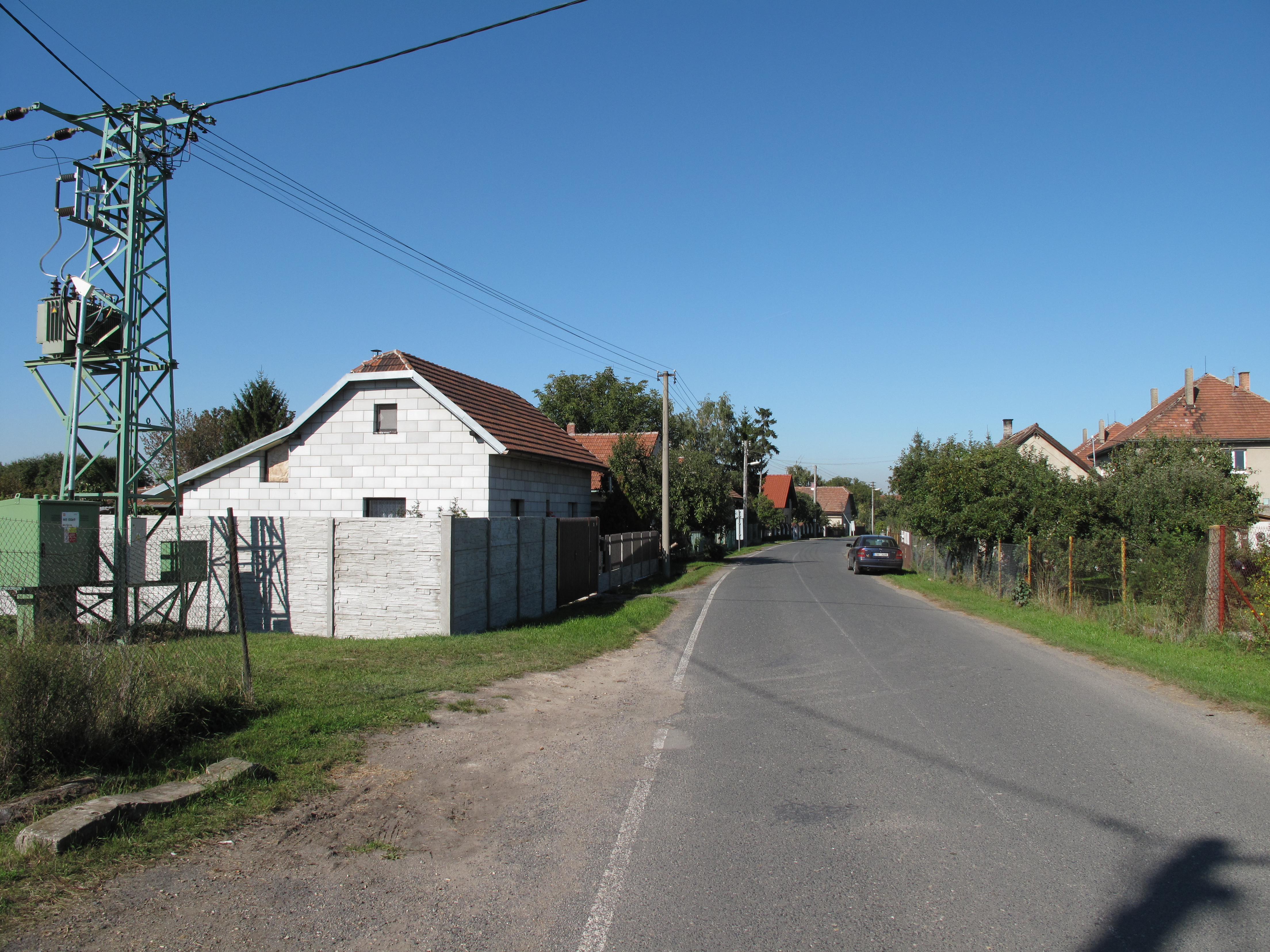
Domy u silnice
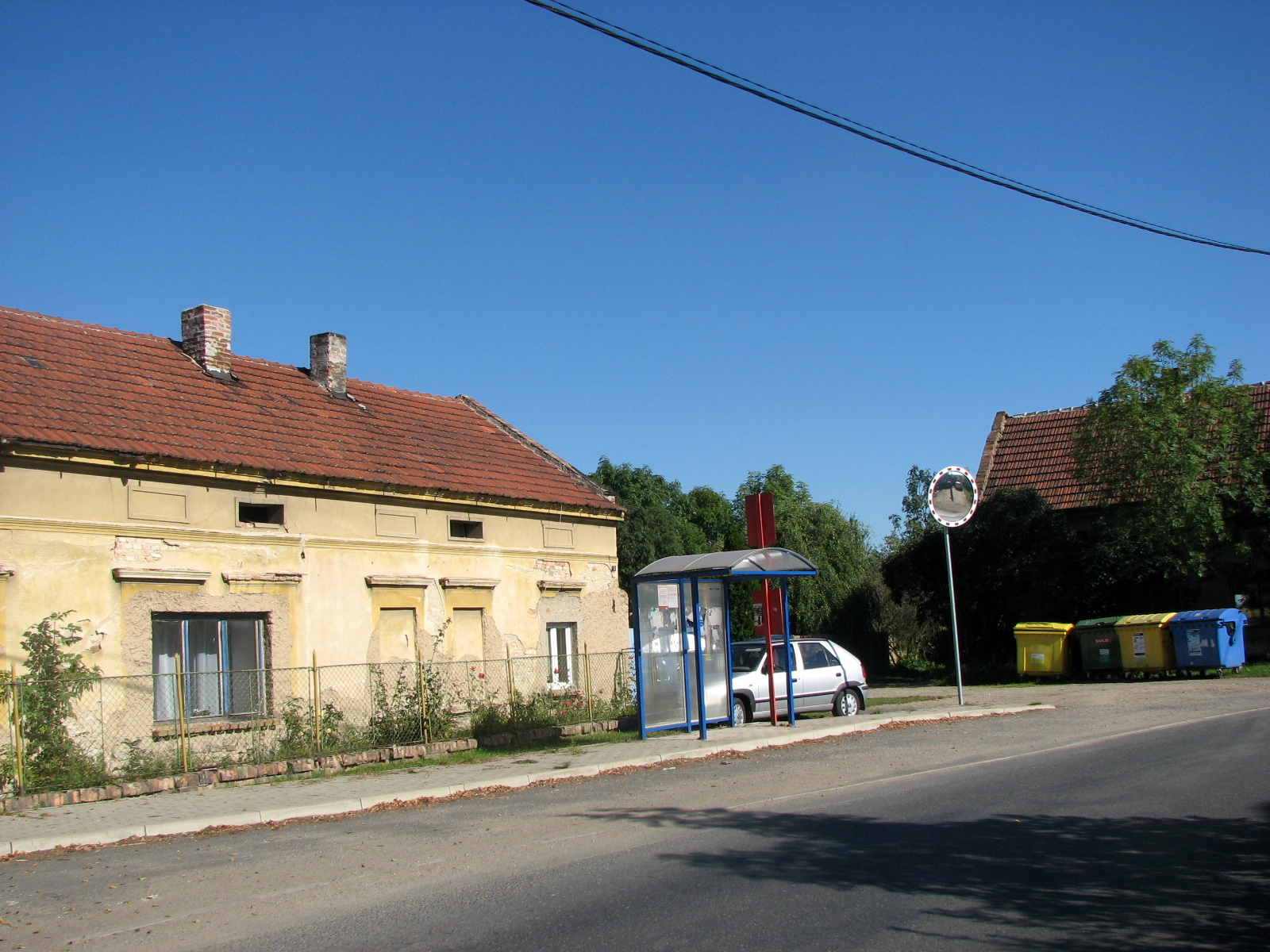
Autobusová zastávka
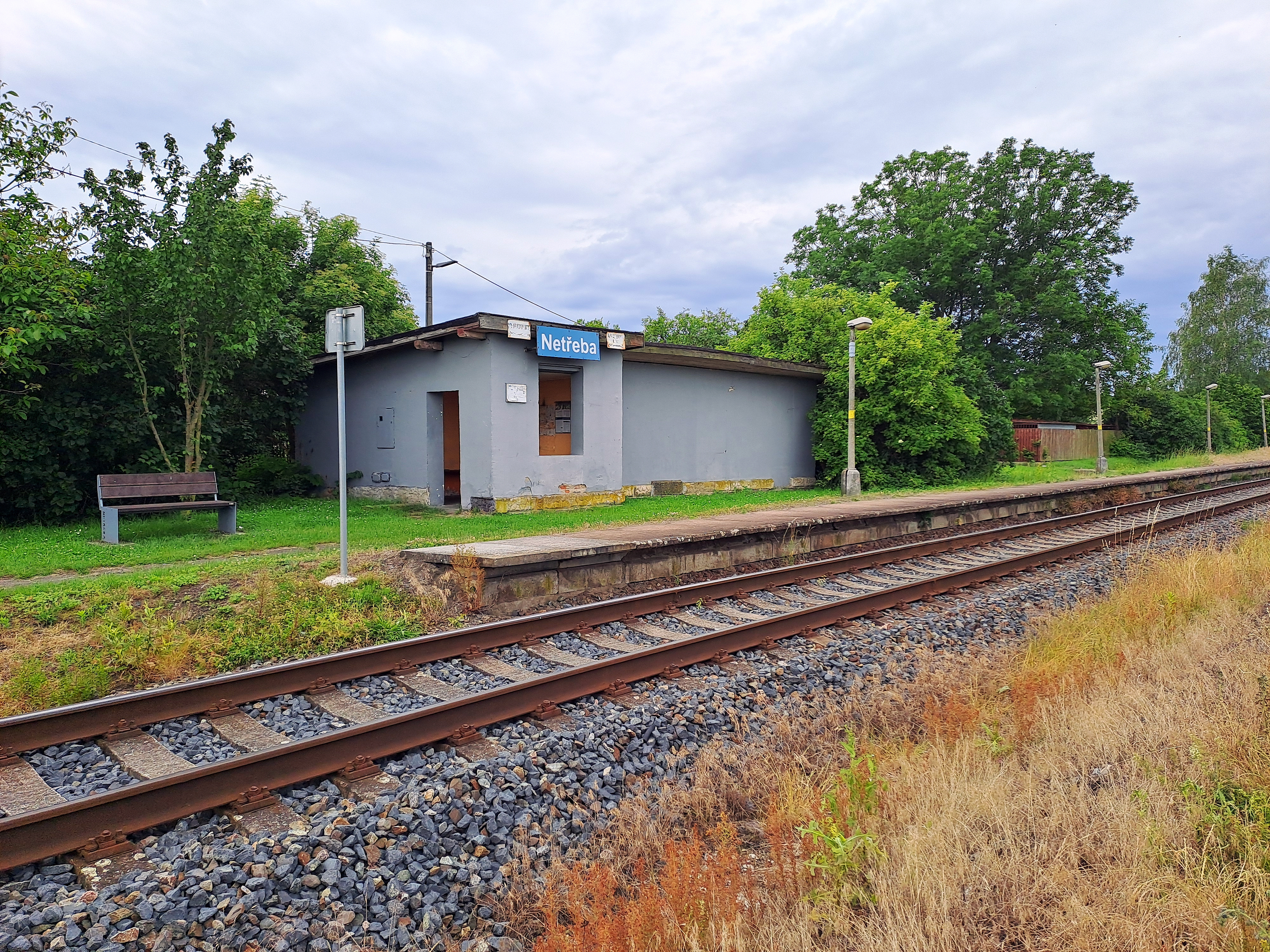
Železniční zastávka
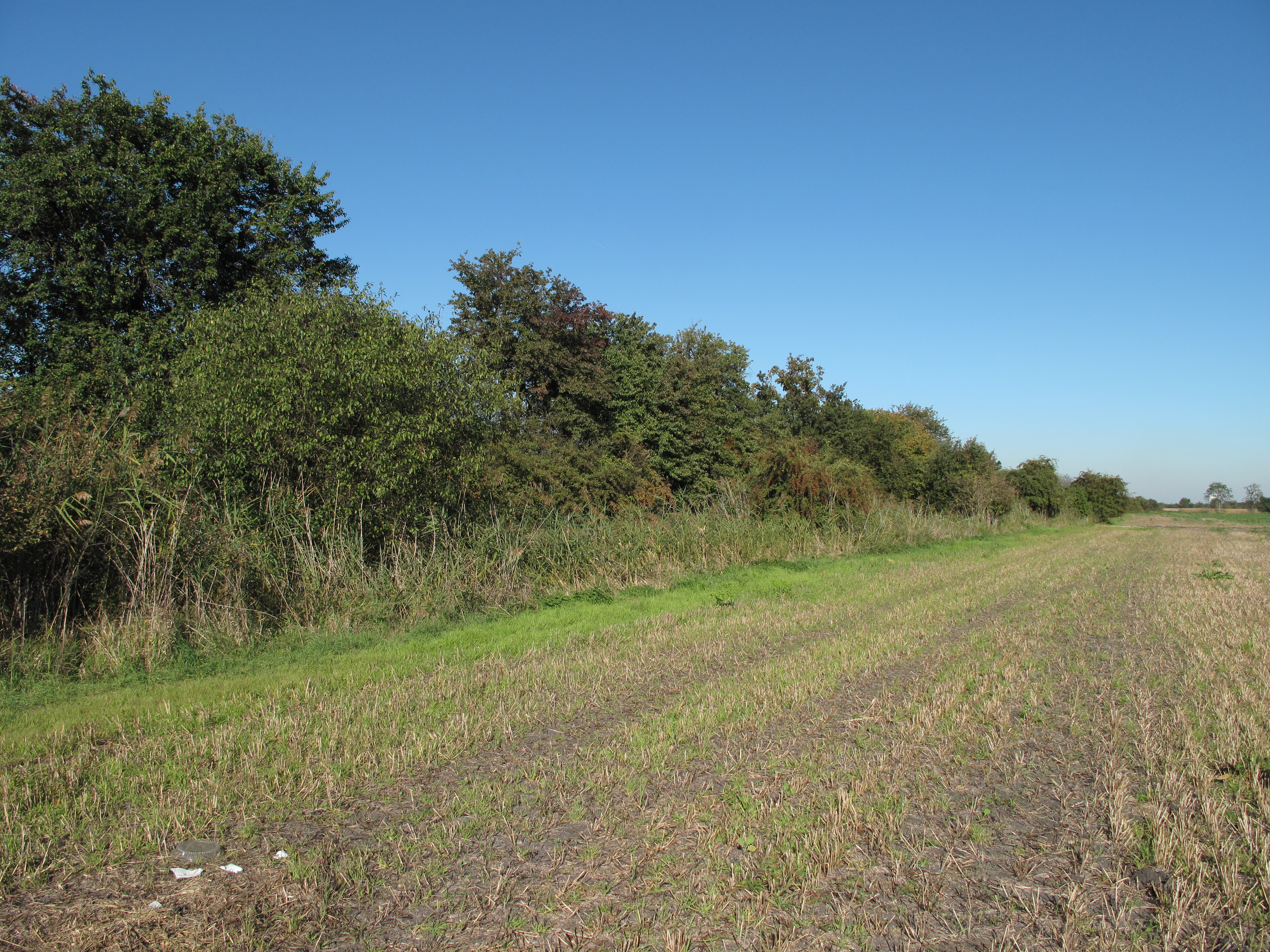
Netřebská slaniska
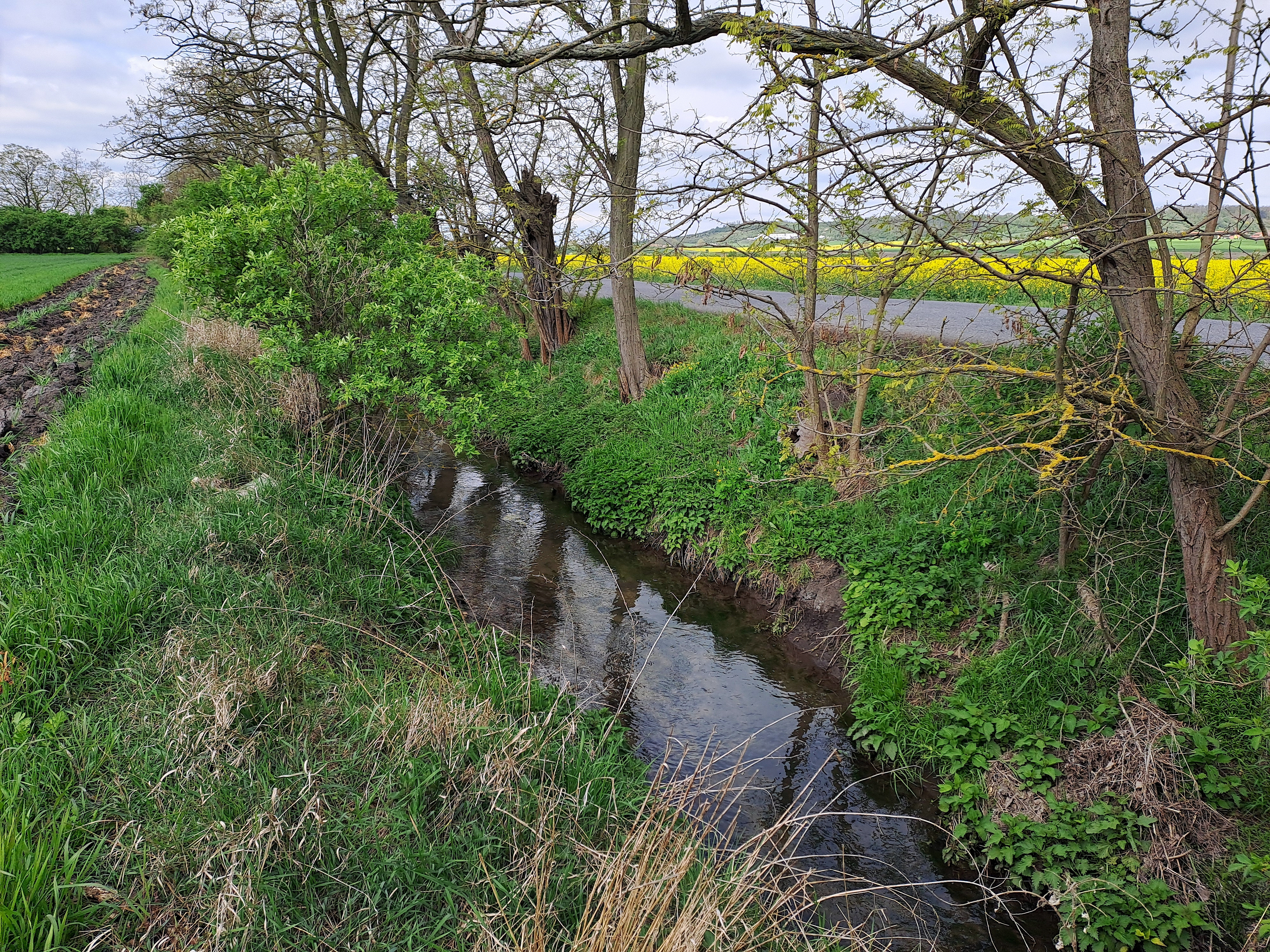
Potok Černávka u Netřeby
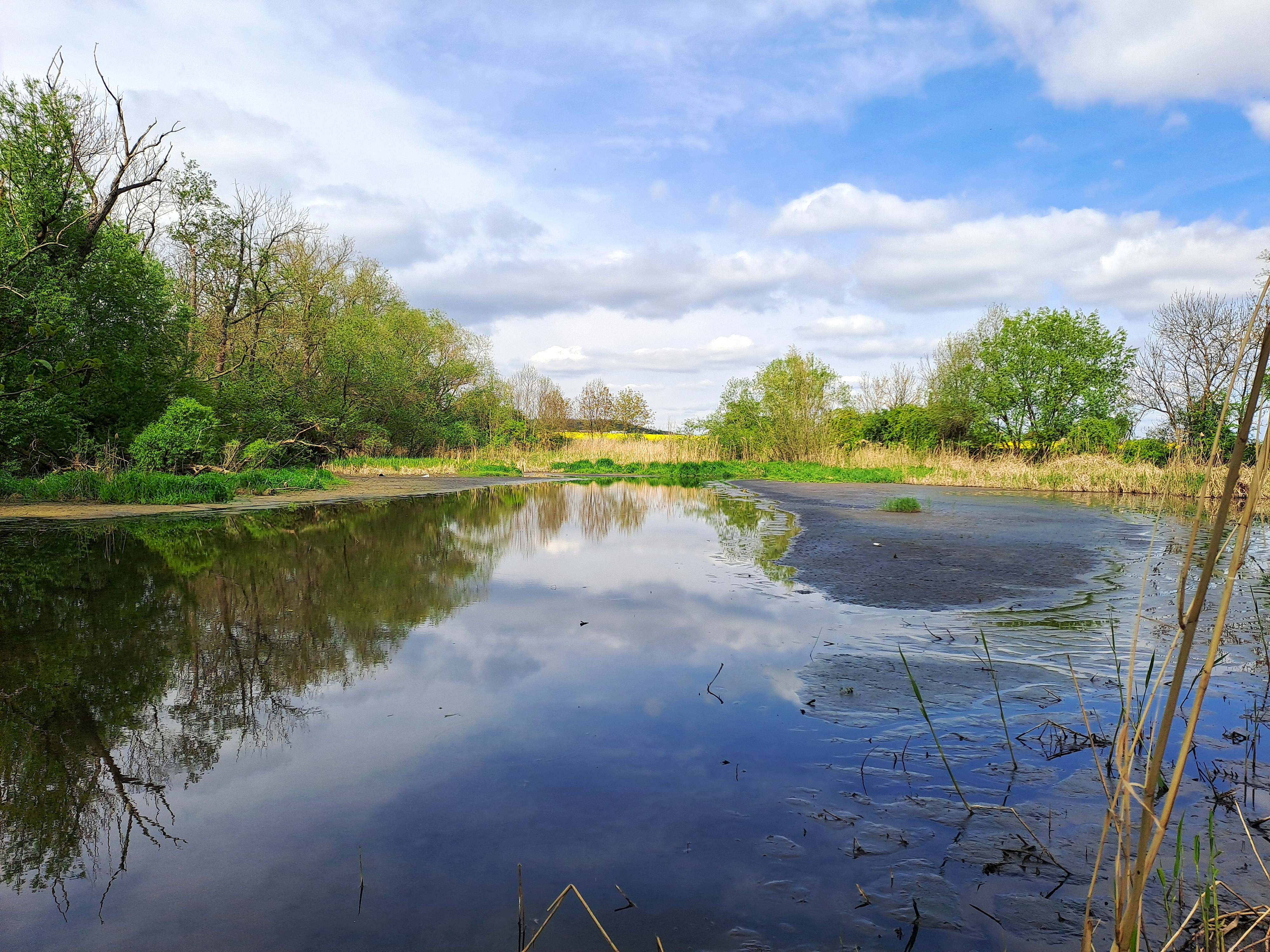
Rybník na Černávce na okraji vesnice